# Coloni C3B
Der Coloni C3B war ein Formel-1-Rennwagen des italienischen Teams Coloni, der 1990 zu acht Rennen gemeldet wurde. Das Fahrzeug wurde von einem 3,5 Liter großen Zwölfzylindermotor angetrieben, der im Auftrag von Subaru von Motori Moderni entwickelt worden war. Der Wagen war erfolglos: Er konnte sich kein einziges Mal vorqualifizieren.

## Der Hintergrund
Das Formel-1-Team Coloni ging Ende 1989 eine Allianz mit dem japanischen Automobilhersteller ein, der im Gefolge von Honda und Yamaha eine Beteiligung an der Formel-1-Weltmeisterschaft anstrebte. Subaru hatte bei Motori Moderni einen Zwölfzylindermotor entwickeln lassen und war auf der Suche nach einem Team, das bereit war, dieses Triebwerk einzusetzen. Minardi hatte 1989 einige Tests durchgeführt, entschied sich aber gegen die Verwendung des Subaru-Motors. Coloni war – vor allem aus wirtschaftlichen Gründen – bereit, das Triebwerk 1990 einzusetzen. Die gemeinsamen Planungen sahen vor, den Motor zunächst in ein vorhandenes Coloni-Chassis einzusetzen, bis ein von Coloni zu entwickelndes, auf den Subaru-Motor zugeschnittenes Chassis einsatzbereit war. Der Coloni C3B sollte daher zunächst nur als Übergangsmodell dienen. Tatsächlich blieb er das einzige Formel-1-Auto mit Subaru-Motor: Ein exklusiv für den Subaru konzipiertes Chassis wurde entgegen den ursprünglichen Absichten nie entwickelt.

## Technik und Renneinsätze
Der C3B war eine Ableitung des 1989 vorgestellten Coloni C3. Eines der beiden C3-Modelle wurde im Heckbereich derart umgebaut, dass es statt des bisher verwendeten Cosworth-Achtzylinders den Subaru MM3512 genannten Zwölfzylindermotor aufnehmen konnte. Das schwere und breite Triebwerk erforderte einige Modifikationen. Der Motor reichte bis in die Seitenkästen hinein, sodass die Kühler weit nach vorn verlagert werden mussten. Dadurch reichten die Seitenkästen bis zum Monocoque. Die Kühlöffnungen in den Seitenkästen waren schmal. Die Kühlluft wurde im Wesentlichen durch zwei Kamine auf den Seitenkästen angesogen. Insgesamt war das Auto sehr schwer; nach einigen Presseberichten lag das Gewicht zu Saisonbeginn um etwa 100 kg über dem Mindestgewicht. Die Kraftübertragung erfolgte über ein Minardi-Getriebe.
Einziger Fahrer des Teams war Bertrand Gachot. In einzelnen Quellen wird Enzo Colonis Sohn Paolo als Testfahrer angegeben; ob er allerdings tatsächlich in dem C3B fuhr, ist nicht belegt. Gachot gelang keine einzige Vorqualifikation. Der Motor war leistungsschwach und unzuverlässig; Bertrand Gachot sah allerdings das Problem hauptsächlich in dem Auto, das er nicht für Formel-1-würdig hielt.
Nach dem Großen Preis von Frankreich wurde die Zusammenarbeit von Coloni und Subaru beendet. Beim anschließenden Rennen in Großbritannien trat Coloni noch einmal mit dem unveränderten C3B an; der Wagen hatte allerdings keine äußeren Hinweise mehr auf Subaru. Danach setzte Coloni sein Formel-1-Engagement mit dem Modell C3C und einem Cosworth-Motor fort.

## Resultate
| Fahrer          | Startnr. | 1      | 2      | 3      | 4      | 5      | 6      | 7      | 8      | 9 | 10 | 11 | 12 | 13 | 14 | 15 | 16 | Punkte | WM |
| --------------- | -------- | ------ | ------ | ------ | ------ | ------ | ------ | ------ | ------ | - | -- | -- | -- | -- | -- | -- | -- | ------ | -- |
| 1990            |          |        |        |        |        |        |        |        |        |   |    |    |    |    |    |    |    |        |    |
| Bertrand Gachot | 31       | DNPQ 0 | DNPQ 0 | DNPQ 0 | DNPQ 0 | DNPQ 0 | DNPQ 0 | DNPQ 0 | DNPQ 0 |   |    |    |    |    |    |    |    | 0      | –  |

| Legende  | Legende            | Legende                                                          |
| Farbe    | Abkürzung          | Bedeutung                                                        |
| -------- | ------------------ | ---------------------------------------------------------------- |
| Gold     | –                  | Sieg                                                             |
| Silber   | –                  | 2. Platz                                                         |
| Bronze   | –                  | 3. Platz                                                         |
| Grün     | –                  | Platzierung in den Punkten                                       |
| Blau     | –                  | Klassifiziert außerhalb der Punkteränge                          |
| Violett  | DNF                | Rennen nicht beendet (did not finish)                            |
| Violett  | NC                 | nicht klassifiziert (not classified)                             |
| Rot      | DNQ                | nicht qualifiziert (did not qualify)                             |
| Rot      | DNPQ               | in Vorqualifikation gescheitert (did not pre-qualify)            |
| Schwarz  | DSQ                | disqualifiziert (disqualified)                                   |
| Weiß     | DNS                | nicht am Start (did not start)                                   |
| Weiß     | WD                 | zurückgezogen (withdrawn)                                        |
| Hellblau | PO                 | nur am Training teilgenommen (practiced only)                    |
| Hellblau | TD                 | Freitags-Testfahrer (test driver)                                |
| ohne     | DNP                | nicht am Training teilgenommen (did not practice)                |
| ohne     | INJ                | verletzt oder krank (injured)                                    |
| ohne     | EX                 | ausgeschlossen (excluded)                                        |
| ohne     | DNA                | nicht erschienen (did not arrive)                                |
| ohne     | C                  | Rennen abgesagt (cancelled)                                      |
| ohne     | keine WM-Teilnahme |                                                                  |
| sonstige | P/fett             | Pole-Position                                                    |
| sonstige | 1/2/3/4/5/6/7/8    | Punktplatzierung im Sprint-/Qualifikationsrennen                 |
| sonstige | SR/kursiv          | Schnellste Rennrunde                                             |
| sonstige | *                  | nicht im Ziel, aufgrund der zurückgelegten Distanz aber gewertet |
| sonstige | ()                 | Streichresultate                                                 |
| sonstige | unterstrichen      | Führender in der Gesamtwertung                                   |